# Bielawy (gmina)
Pour les articles homonymes, voir Bielawy.
Bielawy est une gmina (commune) rurale (gmina wiejska) du powiat de Łowicz, dans la Łódź, dans le centre de la Pologne.
Son siège administratif (chef-lieu) est le village de Bielawy, qui se situe environ 20 kilomètres à l'ouest de Łowicz (siège du powiat) et 34 kilomètres au nord de la capitale régionale Łódź (capitale de la voïvodie).
La gmina couvre une superficie de 164,01 km2 pour une population de 5 992 habitants en 2006.

## Histoire
De 1975 à 1998, la gmina est attachée administrativement à la voïvodie de Skierniewice.

Depuis 1999, elle fait partie de la voïvodie de Łódź.

## Géographie
La gmina inclut les villages et localités de :
- Bielawska Wieś
- Bielawy
- Bogumin
- Borów
- Borówek
- Brzozów
- Chruślin
- Drogusza
- Emilianów
- Gaj
- Gosławice
- Helin
- Janinów
- Łazin
- Leśniczówka
- Marianów
- Marywil
- Oszkowice
- Piaski Bankowe
- Piotrowice
- Przezwiska
- Psary
- Rulice
- Seligi
- Skubiki
- Sobocka Wieś
- Sobota
- Stare Orenice
- Stare Piaski
- Stary Waliszew
- Traby
- Trzaskowice
- Walewice
- Waliszew Dworski
- Wojewodza
- Wola Gosławska
- Zakrzew
- Żdżary
- Zgoda

### Gminy voisines
La gmina de Bielawy est voisine des gminy suivantes :
- Bedlno
- Domaniewice
- Głowno
- Łowicz
- Piątek
- Zduny

## Structure du terrain
D'après les données de 2007, la superficie de la commune de Bielawy est de 80,91 kilomètres carrés, répartis comme telle :
- terres agricoles : 75 %
- forêts : 15 %

La commune représente 16,59 % de la superficie du powiat.

## Démographie
Données du 31 décembre 2007 :
| Description        | Total  | Total | Femmes | Femmes | Hommes | Hommes |
| ------------------ | ------ | ----- | ------ | ------ | ------ | ------ |
| Unité              | Nombre | %     | Nombre | %      | Nombre | %      |
| Population         | 5 562  | 100   | 2 796  | 50,1   | 2 766  | 49,9   |
| Densité (hab./km²) | 34     | 34    | 17     | 17     | 17     | 17     |